# Een vertaling, van de ene taal naar de andere
Een vertaling, van de ene taal naar de andere is een kunstwerk in Amsterdam-Centrum.
Het kunstwerk komt van de hand van conceptueel kunstenaar Lawrence Weiner. Hij kreeg de opdracht van de Universiteit van Amsterdam om die universiteit beter zichtbaar te maken in de stad. Weiner gaf met een drietal werken "de veelkleurigheid en eruditie" van de universiteit weer. Het object bestaat uit drie gietijzeren boeken die verspreid over plein behorende bij het Spui liggen tegenover het Maagdenhuis. Ze liggen met hun rug naar boven opengeklapt. Op de ene kant staat de titel van het kunstwerk, op de andere kant deze tekst in het Engels, Arabisch en Sranantongo. De boekwerken waren eerst uitgevoerd in steen, maar dat bleek niet bestand tegen de drukte op het plein; ze kregen een gietijzeren vorm.
De boeken liggen schijnbaar willekeurig op het plein, waar druk gewandeld wordt. Niet iedere voetganger is daar bedacht op, er wordt wel over gestruikeld. Ze worden daarom in de volksmond wel struikelstenen genoemd, niet te verwarren met de Stolpersteine. Ze kregen een wisselend onthaal; de kunstrecensent van NRC Handelsblad destijds benoemde het als “grafstenen”. De aan het plein gevestigde Athenaeum Boekhandel vond het een krachtig teken op het Spui als centrum van boekhandel. Op het Spui worden regelmatig boekmarkten gehouden, waarbij twee van de drie boeken onzichtbaar worden omdat er marktkramen overheen komen te staan.
In het oeuvre van Weiner speelt typografie een belangrijke rol. De kunstenaar herbruikte de titel voor een tentoonstelling in New York en een mural in Boston.
Het kunstwerk kreeg in Located text van Joseph Kosuth een vervolg. Het bestaat uit een aantal teksten in Ardenner hardsteen verspreid over het Binnengasthuisterrein en de Oudemanhuispoort van de universiteit. In dezelfde serie was al eerder Karel Appels La folie des rues aangekocht voor de locatie Roeterseiland.